# ميجيل بارسكو
ميجيل بارسكو ( 14 سبتمبر 1926-  10 مايو 2014 ) هو كاتب وشاعر ومترجم أرجنتينى. وكان بارسكو الفكاهى رسام كاركتير ومحرر وناقد متخصص في تذوق الطعام والنبيذ
وفي مدينة ساستر في سانتا فا كان ميجيل محاميا وصحفيا لفترة طويلة كما كان مراقباً للشئون الارجانتينية  